# Merklův dub
Památný strom dub letní (Quercus robur) na pravém břehu Labe poblíž silnice ze Smiřic do Černožic.
Dub má obvod kmene 410 cm. Vyhlášen za památný strom byl 27. července 1995.